# Conciliatorism

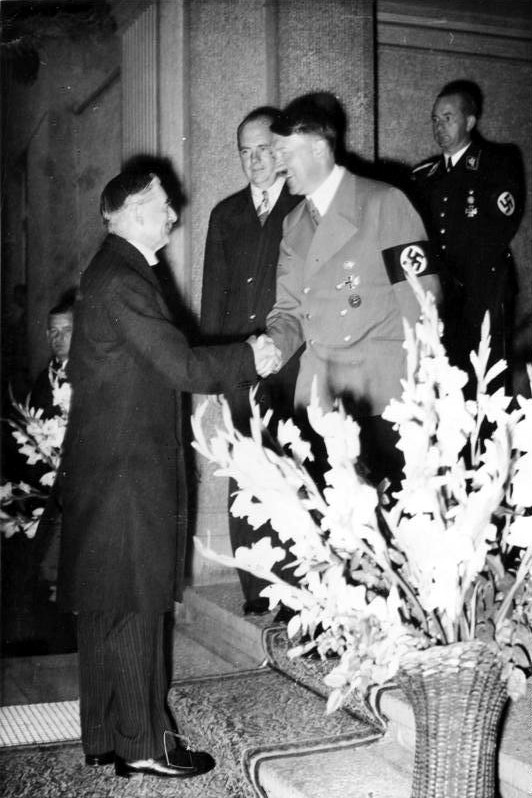
Adolf Hitler îl salută pe Prim-ministrul Regatului Unit Neville Chamberlain la începutul întâlnirii de la Bad Godesberg din 24 septembrie 1938, unde Hitler a cerut anexarea fără întârziere a regiunii Sudeților

Conciliatorismul în context internațional este o strategie diplomatică de a face concesii politice, materiale sau teritoriale unei puteri agresive cu scopul de a evita un conflict.
Termenul este aplicat adesea politicii externe a guvernelor britanice ale prim-miniștrilor Ramsay MacDonald (în funcție: 1929–1935), Stanley Baldwin (în funcție: 1935–1937) și, mai ales, Neville Chamberlain (în funcție: 1937 –1940) față de Germania nazistă (din 1933) și Italia fascistă (stabilită în 1922) între 1935 și 1939.
Sub presiunea britanică, politica de conciliere în fața nazismului și a fascismului a jucat un rol și în politica externă a Franței din acea perioadă, dar a fost întotdeauna mult mai puțin populară decât în Regatul Unit.
La începutul anilor 1930, cedările conciliatoare erau considerate în general ca dezirabile din cauza reacției anti-război cauzată de impactul traumatizant al Primului Război Mondial (1914–1918), ca o reconsiderare a tratamentului perceput ca „răzbunător” față de Germania în Tratatul de la Versailles din 1919 dar și a percepției că fascismul era o formă utilă de anticomunism. Cu toate acestea, până la momentul Acordului de la München - încheiat la 30 septembrie 1938 între Germania, Regatul Unit, Franța și Italia – acestei politici i s-a opus Partidul Laburist, câțiva disidenți conservatori, cum ar fi viitorul prim-ministru Winston Churchill, secretarul de stat pentru război Duff Cooper și viitorul prim-ministru Anthony Eden. Conciliatorismul a fost susținut puternic de clasa superioară britanică, inclusiv de regalitate, reprezentanții marilor companii (cu sediul în City of London), Camera Lorzilor și mass-media precum BBC și The Times.
Pe măsură ce lumea a devenit tot mai îngrijorată de ascensiunea fascismului în Europa, Chamberlain a recurs la încercări de cenzură a știrilor pentru a controla opinia publică.
El a anunțat cu încredere după Munchen că a asigurat „pacea pentru vremea noastră”.
Academicienii, politicienii și diplomații au dezbătut intensiv politicile de conciliatorism din anii 1930, de mai bine de optzeci de ani. Evaluările istoricilor au variat de la condamnare („Lecția de la München”) pentru că a permis Germaniei lui Hitler să devină prea puternică, până la judecata că Germania era atât de puternică încât ar fi putut câștiga un război și că amânarea unei confruntări a fost în interesul țării lor.

### Eșecul securității colective
„Politica de conciliatorism față de Hitler și Mussolini, aceștia colaborând la acea vreme, în perioada 1937 și 1938, prin concesii continue acordate în speranța atingerii unui punct de saturație când dictatorii ar fi dispuși să adere la colaborarea internațională... s-a încheiat când Hitler a pus mâna pe Cehoslovacia la 15 martie 1939, sfidând promisiunile făcute la München, iar prim-ministrul Chamberlain, care a susținut înainte conciliatorismul, a decis asupra unei politici de rezistență la continuarea agresiunii germane.”—Walter Theimer (ed.), The Penguin Political Dictionary, 1939
Politica de conciliatorism a lui Chamberlain a rezultat din eșecul Societății (Ligii) Națiunilor și din eșecul securității colective. Societatea Națiunilor a fost înființată după Primul Război Mondial în speranța că rezistența colectivă la agresiune și cooperarea internațională ar putea preveni un alt război. Membrii Ligii aveau dreptul la asistența altor membri dacă erau atacați. Politica de securitate colectivă a mers în paralel cu măsurile de realizare a dezarmării internaționale și, acolo unde era posibil, urma să se bazeze pe sancțiuni economice împotriva unui agresor. Această politică părea însă ineficientă atunci când se confrunta cu agresiunea dictatorilor, în special vis-à-vis de remilitarizarea Renaniei de către Germania sau invazia Abisiniei de către liderul italian Benito Mussolini. 